# Естонија на Светском првенству у атлетици на отвореном 2017.
Естонија је на Светском првенству у атлетици на отвореном 2017. одржаном у Лондону од 4. до 13. августа, учествовала тринаести пут, односно учествовала је под данашњим именом на свим првенствима од 1993. до данас. Репрезентацију Естоније представљало је 14 атлетичара (11 мушкараца и 3 жене), који су се такмичили у 8 (5 мушких и 3 женске) дисциплина.,
На овом првенству Естонија није освојила ниједну медаљу. Оборена су 6 лична рекорда и остварена 6 најбоља лична резултата сезоне. У табели успешности према броју и пласману такмичара који су учествовали у финалним такмичењима (првих 8 такмичара) Естонија је са 1 учесником у финалу делила 49. место са освојених 5 бодова.
| Плас. | Земља    | 1. место | 2. место | 3. место | 4. место | 5. место | 6. место | 7. место | 8. место | Бр. финал. | Бод. |
| ----- | -------- | -------- | -------- | -------- | -------- | -------- | -------- | -------- | -------- | ---------- | ---- |
| =49.  | Естонија | 0        | 0        | 0        | 1        | 0        | 0        | 0        | 0        | 1          | 5    |

## Учесници
| Мушкарци: - Тидрек Нурме — Маратон - Роман Фости — Маратон - Расмус Меги — 400 м препоне - Јак-Хајнрих Јагор — 400 м препоне - Герд Кантер — Бацање диска - Мартин Купер — Бацање диска - Танел Наламе — Бацање копља - Магнус Кирт — Бацање копља - Janek Õiglane — Десетобој - Карл Роберт Салури — Десетобој - Мајкел Уибо — Десетобој | Жене: - Ксенија Балта — Скок удаљ - Ана Марија Орел — Бацање кладива - Грит Шадејко — Седмобој |  |

## Резултати

### Мушкарци
| Атлетичар         | Дисциплина    | Лични рекорд | Класификације  | Класификације  | Полуфинале           | Полуфинале           | Финале               | Финале               | Детаљи                                   |
| Атлетичар         | Дисциплина    | Лични рекорд | Резултат       | Место          | Резултат             | Место                | Резултат             | Место                | Детаљи                                   |
| ----------------- | ------------- | ------------ | -------------- | -------------- | -------------------- | -------------------- | -------------------- | -------------------- | ---------------------------------------- |
| Тидрек Нурме      | Маратон       | 2:17:59      |                |                |                      |                      | 2:20:41 ЛРС          | 40 / 71 (100)        | Архивирано на веб-сајту (14. април 2018) |
| Роман Фости       | Маратон       | 2:17:54      | 2:23:28 ЛРС    | 53 / 71 (100)  |                      |                      |                      |                      | Архивирано на веб-сајту (14. април 2018) |
| Расмус Меги       | 400 м препоне | 48,40 НР     | Није стартовао | Није стартовао | Није се квалификовао | Није се квалификовао | Није се квалификовао | Није се квалификовао |                                          |
| Јак-Хајнрих Јагор | 400 м препоне | 49,37        | 49,81 КВ       | 3. у гр. 1     | 50,43                | 8. у гр. 2           | Није се квалификовао | 19 / 36 (40)         |                                          |
| Герд Кантер       | бацање диска  | 73,38 НР     | 63,61 кв       | 5. у гр. Б     |                      |                      | 60,00                | 12 / 30 (32)         |                                          |
| Мартин Купер      | бацање диска  | 66,67        | 62,71          | 10. у гр. А    | Није се квалификовао | 17 / 30 (32)         |                      |                      |                                          |
| Магнус Кирт       | бацање копља  | 86,85        | 83,86 КВ       | 8. у гр. Б     | 80,48                | 11 / 31 (32)         |                      |                      |                                          |
| Танел Наламе      | бацање копља  | 85,04        | 76,41          | 13. у гр. А    | Није се квалификовао | 25 / 31 (32)         |                      |                      |                                          |

#### Десетобој
| Атлетичар          | Дисциплина | 100 м           | Даљ  | БКу   | Вис     | 400 м     | 110 м пр.    | Диск  | СМ      | БКо      | 1.500 м        | Укупно    | Пласман      | Белешка |
| ------------------ | ---------- | --------------- | ---- | ----- | ------- | --------- | ------------ | ----- | ------- | -------- | -------------- | --------- | ------------ | ------- |
| Janek Õiglane      | Резултат   | 11,08 (.074) ЛР | 7,33 | 15,13 | 2,05 ЛР | 49,58 ЛР  | 14,56 ЛРС    | 40,89 | 5,10 ЛР | 71,73 ЛР | 4:39,24 (.238) | 8.371 ЛР  | 4 / 20 (35)  |         |
| Janek Õiglane      | Бодови     | 843             | 893  | 798   | 850     | 834       | 903          | 708   | 941     | 916      | 685            | 8.371 ЛР  | 4 / 20 (35)  |         |
| Карл Роберт Салури | Резултат   | 10,55 ЛРС       | 7,49 | 13,98 | 1,84    | 47,76     | 15,36 (.351) | 40,43 | 5,00 ЛР | 57,12    | 4:31,31 ЛРС    | 8.025 ЛРС | 13 / 20 (35) |         |
| Карл Роберт Салури | Бодови     | 963             | 932  | 727   | 661     | 887       | 810          | 673   | 910     | 695      | 736            | 8.025 ЛРС | 13 / 20 (35) |         |
| Мајкел Уибо        | Резултат   | 11,35 (.341)    | 6,97 | 12,47 | 2,02    | 50,61 ЛРС | 14,90        | 47,88 | БП      | НС       |                | НЗ        |              |         |
| Мајкел Уибо        | Бодови     | 784             | 807  | 692   | 822     | 787       | 862          | 826   | 0       |          |                | НЗ        |              |         |

### Жене
| Атлетичарка     | Дисциплина     | Лични рекорд | Квалификације | Квалификације | Полуфинале   | Полуфинале  | Финале                | Финале  | Детаљи |
| Атлетичарка     | Дисциплина     | Лични рекорд | Резултат      | Место         | Резултат     | Место       | Резултат              | Место   | Детаљи |
| --------------- | -------------- | ------------ | ------------- | ------------- | ------------ | ----------- | --------------------- | ------- | ------ |
| Ксенија Балта   | Скок удаљ      | 6,87 НР      |               |               | 6,15         | 14. у гр. А | Нису се квалификовале | 25 / 30 |        |
| Ана Марија Орел | Бацање кладива | 68,71 НР     | 67,37         | 10. у гр. Б   | 18 / 30 (32) |             | Нису се квалификовале |         |        |

#### седмобој
| Дисциплина    | Грит Шадејко | Грит Шадејко | Грит Шадејко | Грит Шадејко | Грит Шадејко | Грит Шадејко |
| Дисциплина    | Лич. рек.    | Резултат     | Бод.         | Плас.        | Укупно       | Плас.        |
| ------------- | ------------ | ------------ | ------------ | ------------ | ------------ | ------------ |
| 100 м препоне | 13,28        | 13,37 (,365) | 1.069        | 7.           | 1.069        | 7.           |
| Скок увис     | 1,78         | 1,74 ЛРС     | 903          | 19.          | 1.972        | 19.          |
| Бацање кугле  | 13,89        | 12,55        | 698          | 23.          | 2.670        | 18.          |
| 200 м         | 24,10        | 24,60 ЛРС    | 924          | 15.          | 3.594        | 18.          |
| Скок удаљ     | 6,41         | 6,00         | 850          | 15.          | 4.444        | 17.          |
| Бацање копља  | 50,68        | 47,47        | 811          | 8.           | 5.255        | 15.          |
| 800 м         | 2:16.,60     | 2:18,88      | 839          | 19.          | 6.094        | 13.          |
| Седмобој      | 6.280 НР     |              |              |              | 6.094        | 13 / 27 (31) |